# Hans Günter Huniar
Hans Günter Huniar (* 25. August 1949 in Gangkofen) ist ein ehemaliger deutscher Richter und Kommunalpolitiker (parteilos).

## Leben
Huniar ist zehn Jahre in Niederbayern und dann in München aufgewachsen. Nach dem Abitur studierte er Rechtswissenschaften und war danach Regierungsrat im Bayerischen Staatsministerium der Justiz. 1980 wurde er Staatsanwalt in Ingolstadt, 1982 Richter für Strafsachen am Amtsgericht Neuburg an der Donau und danach Mitarbeiter am Bundesverfassungsgericht.  Bei der Kommunalwahl im März 1984 gewann er knapp gegen den CSU-Bewerber und war ab 1. Mai 1984 Oberbürgermeister der Stadt Neuburg an der Donau. 1990 und 1996 wurde er im Amt bestätigt. Bei der Kommunalwahl 2002 unterlag er Bernhard Gmehling und war danach als Rechtsanwalt tätig.
Huniar gehört für die Freien Wähler Neuburg-Schrobenhausen bis 30. April 2020 dem Kreistag des Landkreises Neuburg-Schrobenhausen an; für die Amtszeit 2020–2026 kandidierte er nicht mehr.
Huniar ist verheiratet und hat zwei erwachsene Kinder.

## Ehrungen
- 2001: Bundesverdienstkreuz am Bande
- 2017: Ehrenbürger der Stadt Neuburg an der Donau